# Kidnap (film 2017)
Kidnap è un film del 2017, diretto da Luis Prieto, con protagonista Halle Berry.

## Trama
Karla Dyson lavora come cameriera in un piccolo caffè ed è madre single di Frankie, un bambino di sei anni. Sta combattendo una battaglia legale contro l’ex marito per la custodia del figlio e, mentre è in relax al parco, si allontana pochi minuti per rispondere alla telefonata dell’avvocato, sufficienti per farla assistere, impotente, al rapimento del piccolo. Karla si precipita nel suo minivan per inseguire la Ford Mustang verde in cui Frankie è salito, caricato da una sconosciuta.
Lungo l'autostrada, avendo perso il cellulare durante l'inseguimento, cerca di attirare l'attenzione degli altri conducenti e chieder loro di telefonare alla polizia, ma i suoi tentativi vengono vanificati dai rapitori. Viene in seguito costretta a prendere l'uscita quando gli stessi rapitori minacciano di uccidere Frankie, salvo poi tornare sui suoi passi e riprendere l'inseguimento. Dopo aver scoperto il nome di uno dei rapitori, ovvero Margo, attraverso il registratore giocattolo che il figlio aveva in mano al momento del sequestro, Karla riesce a catturare l'attenzione di un poliziotto in motocicletta ma, prima che possa spiegargli l'accaduto, questo viene travolto e ucciso dall'automobile dei rapitori, che finisce fuori strada.
Karla, una volta averli messi alle strette, chiede il rilascio immediato del figlio con la promessa di non denunciarli alle autorità e offrendo la sua borsa (contenente soldi e carta di credito), ma Margo sale sul suo minivan domandando il pagamento di un riscatto di $10,000. Karla accetta dubbiosa ma, mentre segue la Mustang sino al bancomat più vicino per prelevare i soldi, viene aggredita da Margo sotto un tunnel, che tenta di impadronirsi del minivan, salvo poi essere spinta fuori dal veicolo. Il complice di Margo, ancora alla guida della Mustang con all'interno Frankie, non si accorge di quanto accaduto e prosegue il suo cammino, seguito da Karla, finché non costringe quest'ultima a fermarsi, con la minaccia di uccidere il figlio.
Dopo alcuni minuti, Karla trova molte macchine in sosta a causa di un incidente stradale che vede coinvolta anche la Mustang del rapitore. I presenti le spiegano che è stato proprio l'uomo a provocare l'incidente, e che è fuggito a piedi insieme a Frankie. Karla si ferma alla stazione di polizia più vicina per denunciare il rapimento del figlio, ma vede affissi a un muro molti volantini di altri bambini scomparsi e, temendo che Frankie possa fare la loro stessa fine, decide di proseguire le ricerche. A un certo punto, riesce ad individuare il sequestratore alla guida di una Volvo V70 nera, e lo insegue finché non rimane a corto di benzina. Dopo aver attirato l'attenzione di un conducente, Karla sale sul suo veicolo chiedendogli di inseguire il rapitore, ma vengono tramortiti senza preavviso dalla Volvo di quest'ultimo.
Dopo aver ripreso conoscenza, Karla si accorge con stupore che il figlio non è nella Volvo. Il sequestratore, anch'egli ripresosi, esce allo scoperto con in mano un fucile e insegue Karla fino a un bosco poco distante dove, nel tentativo di ucciderla, rimane trafitto e ucciso da un albero. Karla, leggendo la carta d'identità trovata dentro la giacca, scopre il suo nome, Terrence Vickey, così come l'indirizzo di casa.
Raggiunta l'abitazione dei Vickey, Karla chiama il 911 con il telefono di casa e trova Frankie rinchiuso in una capanna lì accanto insieme ad altri bambini. Dopo aver liberato il figlio, Karla viene scoperta da Margo, di ritorno a casa dopo aver cercato il defunto marito, e corre a nascondersi insieme a Frankie in un lago poco distante.
Margo, con l'aiuto del suo cane, riesce ad individuarli, ma viene trascinata sott'acqua e annegata da Karla, mentre il cane rimane ucciso da un colpo di fucile partito accidentalmente dalla stessa Margo.
Una volta tornata nella capanna per liberare anche gli altri bambini, Karla si ritrova faccia a faccia con un uomo che dice di essere il vicino di casa dei Vickey e capendo che é complice nei rapimenti dei bambini  Karla lo uccide con una pala. La polizia arriva sul posto e trae in salvo i bambini, mentre i media disegnano Karla come una formidabile eroina, dato che le sue azioni hanno portato all'arresto e allo scioglimento di un'organizzazione internazionale dedita al traffico di minorenni.

## Produzione e distribuzione
Le riprese si svolsero alla fine del 2014, ma il film uscì nelle sale cinematografiche statunitensi solamente il 4 agosto 2017. Il ritardo nell'uscita è spiegabile dal fatto che nel 2015 lo studio, nonché produttore della pellicola, dichiarò bancarotta.

## Incassi
Il film negli Stati Uniti incassò 30 milioni di dollari.